# Gladwin
Gladwin is een plaats (city) in de Amerikaanse staat Michigan, en valt bestuurlijk gezien onder Gladwin County.

## Demografie
Bij de volkstelling in 2000 werd het aantal inwoners vastgesteld op 3001.
In 2006 is het aantal inwoners door het United States Census Bureau geschat op 2986, een daling van 15 (-0,5%).

## Geografie
Volgens het United States Census Bureau beslaat de plaats een oppervlakte van
7,4 km², geheel bestaande uit land. Gladwin ligt op ongeveer 239 m boven zeeniveau.

## Plaatsen in de nabije omgeving
De onderstaande figuur toont nabijgelegen plaatsen in een straal van 36 km rond Gladwin.

## Geboren
- Debbie Stabenow (1950), senator voor Michigan
- Nathan John Feuerstein (NF) (1991), Amerikaanse rapper